# Qidan Guozhi

Le Qidan Guozhi (契丹國志) est un recueil historique relatant l'histoire du peuple Khitan, qui donna naissance à la dynastie Liao en 907. Il a été compilé sous la direction de Ye Longli vers 1247. 
Plus bref que l'historiographie officielle de l'Empire khitan, le Liaoshi, publié un siècle plus tard, il en a néanmoins été une des sources de cette dernière, à l'instar d'autres documents tels le Zizhi Tongjian.

## Référence
- (en) Xu Elina-Qian, Historical development of the pre-Dynastic Khitan, soutenance de thèse de l'université d'Helsenki (2005) Voir en ligne.